# Rohrbach Ro VII
Le Rohrbach Ro VII Robbe (en français : phoque ou otarie) était un hydravion à coque bimoteur entièrement métallique, construit en Allemagne dans les années 1920. Il pouvait être adapté à un rôle commercial ou militaire.

## Conception
La société Rohrbach Metall-Flugzeugbau, comme son nom complet l'indique clairement, avait pour spécialité la construction d'avions entièrement métalliques, y compris leur revêtement de duralumin. Le Robbe était un monoplan à aile haute avec une structure semi-cantilever. Cela signifie qu’il n'y avait pas de mâts rigides soutenant l'aile. Toutefois, celle-ci était renforcée par des haubans qui la reliaient au bas du fuselage.
Les ailes adoptaient un dièdre positif de 5 degrés. Elles étaient droites, avec un bord d'attaque sans aucune flèche et des saumons arrondis. Leur structure interne reposait sur un unique longeron-caisson, entouré par un caisson de bord d'attaque et un autre de bord de fuite. Ces derniers servaient également de réservoirs de carburant. À cette époque, on avait encore des doutes quant à la réparation des aéronefs en métal. L'aile en deux parties du Robbe a donc été conçue pour qu'on puisse facilement inspecter l'intérieur, en démontant les caissons de bord d'attaque et de fuite. Toutes les pièces étaient remplaçables. Le revêtement de l'aile était riveté aux nervures.
La coque était haute et à flancs plats. Le fond de coque comportait deux redents. En avant du premier, le fond de coque était en forme de V creux, et en arrière en V aplati. Il y avait un petit gouvernail immergé derrière le redent arrière. Le pilote et le mécanicien navigant étaient assis côte à côte dans un poste de pilotage ouvert, avec une tourelle pour un mitrailleur devant eux, et une autre au niveau du bord de fuite de la voilure. Le Robbe pouvait être configuré pour transporter quatre passagers, répartis entre une cabine avant, une cabine centrale et une cabine arrière, ou pour transporter des marchandises ou du courrier. La coque était divisée en sept compartiments étanches, afin de préserver la flottabilité. Une caractéristique inhabituelle de l'avion est que chaque tourelle comportait un mât télescopique en duralumin. Si, dans une situation d’urgence, le Robbe devait amerrir sur panne de moteur, ces mâts pouvaient être déployés et une voile triangulaire hissée, pour atteindre la terre ferme.
L'empennage vertical était conventionnel, avec une dérive rectangulaire arrondie à son sommet et un petit gouvernail de direction sans masses d'équilibrage. L'empennage horizontal, d'une grande finesse, était lui aussi rectangulaire, à l’exception de ses extrémités arrondies. Il était fixé haut sur la dérive et relié par des mâts à la partie supérieure du fuselage. Comme le gouvernail, les gouvernes de profondeur n'étaient pas équilibrées.
L'avion était propulsé par deux moteurs en ligne à six cylindres refroidis par eau BMW IV de 230 ch (170 kW). Actionnant des hélices propulsives, ils étaient placés au-dessus des ailes, hors de portée des embruns que soulevait l'avion lors de son décollage, sur une paire d'entretoises verticales en forme de N, en tubes d'acier. Celle de l'avant était particulièrement robuste. Une entretoise transversale en V les reliait à la partie supérieure du fuselage central. Les moteurs étaient refroidis par des radiateurs situés à l’avant du capot moteur, et derrière des volets à l'ouverture ou la fermeture commandée depuis le poste de pilotage. Un réservoir de carburant était placé au-dessus de chaque moteur.
Le Robbe avait des ballonnets stabilisateurs à carène, inclinés vers le haut, placés à environ un tiers de l'envergure. Ils étaient montés sur des entretoises en forme de N, et reliés transversalement à l’aile par des entretoises convergentes sous les fixations du moteur. Chaque flotteur était divisé en trois compartiments étanches.

## Engagements
Le premier vol du Ro VII eut lieu en 1925. L'été suivant, deux avions avaient été construits et ont participé à une course d’hydravions à Warnemünde, mais ils ne sont pas arrivés jusqu'au bout.
En août 1926, le Robbe a établi au moins quatre records mondiaux de vitesse pour des avions avec des charges de 500 kg et 1 000 kg sur des distances de 100 km et 500 km. Deux de ces records sont demeurés invaincus jusqu'en 1927.

## Variantes
Ro VII Robbe I
Première version, avec moteurs BMW IV à 6 cylindres de 230 ch (170 kW).
Ro VII Robbe II
Plus gros et plus lourd, avec des moteurs  V-12 BMW VI de 600 à 700 ch (450 à 520 kW).
Rorhbach a construit un troisième Ro VII, le Robbe II. Sa configuration était la même que le Robbe I et certains éléments étaient communs aux deux modèles, mais le Robbe II était plus grand et plus puissant. Il avait une nouvelle aile droite, fortement effilée, en flèche uniquement au bord d'attaque, et une envergure de 21,50 m. Il mesurait 15,20 m de long et avait un poids en charge de 5 050 kg en configuration pour neuf passagers.
Le pilote et le mécanicien navigant avaient un poste de pilotage fermé à faible surface de vitrage, en avant du bord d'attaque de l’aile. Comme le Robbe II était environ 50% plus lourd que la version précédente, il avait besoin de plus de puissance. Quand sa construction a commencé, il devait être équipé de deux moteurs en ligne BMW V refroidis par eau à six cylindres, de 350 ch (260 kW), mais une fois terminé, il avait une paire de moteurs V12 BMW VI, développant chacun 600 à 700 ch (450 à 520 kW).
L'avion a volé pour la première fois au dernier trimestre 1927 en configuration passagers, avec quatre hublots dans les parois de la cabine. Deux versions militaires ont été proposées : un avion de patrouille maritime et de lutte anti-sous-marine, ou un bombardier-torpilleur, avec trois membres d'équipage et des mitrailleuses ou un canon. Le poids du bombardier était de 5 550 kg. Le Robbe II avait une vitesse maximale de 220 km/h et amerrissait à 135 km/h. Plus lourd, il avait un rayon d'action inférieur de 17% à celui de la version antérieure, et un plafond inférieur de 5%.